# Fotólise
Fotólise, fotodissociação ou ainda fotodecomposição à dissociação de moléculas orgânicas complexas por efeito da luz ou radiação ultravioleta.
Na fotossíntese, um dos processos mais  importantes é a fotólise da água associada à clorofila: neste processo, energia luminosa é utilizada para separar os átomos que compõem a molécula de água, libertando também elétrons que são depois usados para repor os perdidos pela clorofila na sua excitação. A molécula de oxigénio (O2) resultante é libertada para a atmosfera, como resíduo da reação química.
A equação química da fotólise da água é: 2H2O → 4H+ + 4e- + O2